# Laujar-Alpujarra
Laujar-Alpujarra ist ein Weinbaugebiet im Westen der andalusischen Provinz Almería in der östlichen Alpujarra, begrenzt von der Sierra Nevada im Norden und der Sierra de Gádor im Süden. Östlich schließt das Weinbaugebiet Ribera del Andarax an. Im europäischen System der Herkunftsbezeichnungen hat es den Status einer geschützten geografischen Angabe (kurz g.g.A.; spanisch Indicación Geográfica Protegida, kurz IGP), was im traditionellen spanischen System einem Landwein (spanisch Vino de la Tierra, kurz VdlT) entspricht.

## Weine
Es dürfen Weißweine, Roséweine und Rotweine mit verschiedenen Restzuckergehalten erzeugt werden. Dabei sind die roten Rebsorten Cabernet Sauvignon, Merlot, Monastrell, Tempranillo, Garnacha Tinta, Pinot Noir, Petit Verdot und Syrah sowie die weißen Rebsorten Jaén Blanco, Macabeo, Chardonnay, Vijiriego, Pedro Ximénez, Moscatel de grano menudo und Viognier zugelassen.

## Gebiet
Der Anbau und die Verarbeitung muss innerhalb von den Gemeinden Alcolea, Fondón und Laujar de Andarax erfolgen.